# Котібар
Котіба́р (каз. Көтібар) — село у складі Мугалжарського району Актюбінської області Казахстану. Входить до складу Аккемерського сільського округу.
В радянські часи село називалось імені Шевченка, до 2000 року село називалося Шевченко, пізніше називалось Котібар-батира.
Населення — 161 особа (2021; 238 у 2009, 298 у 1999, 289 у 1989).